# Arrigo Benedetti
Arrigo Benedetti, all'anagrafe Giulio (Lucca, 1º giugno 1910 – Roma, 26 ottobre 1976), è stato un giornalista, scrittore e partigiano italiano.
È nella storia del giornalismo italiano per aver fondato e diretto Oggi (1939), L'Europeo (1945) e L'Espresso (1955).

## Biografia

### Dalla nascita al 1937
Nasce a Lucca da Luigi, rappresentante di commercio, e Linda Agatoni. Da bambino conosce Mario Pannunzio, che ha la sua stessa età ed abita in una casa vicino alla sua, nel centro storico cittadino. Tra i due nasce un'amicizia che durerà per tutta la vita. Si diploma al liceo classico «Niccolò Machiavelli» e s'iscrive alla Facoltà di Lettere e filosofia all'Università di Pisa. Fino all'età di 27 anni vive con la famiglia a Lucca.
Nei primi anni trenta pubblica le sue prime opere letterarie. Nel 1933 decide di assumere come nome d'arte Arrigo Benedetti. Nel 1934 vince il Premio Pan, indetto dall'omonima rivista fondata e diretta da Ugo Ojetti, per il racconto Lavori sull'Appennino.

### Gli anni a Roma (1937-1945)
Nel 1937 abbandona gli studi universitari e decide di raggiungere Pannunzio a Roma. Benedetti desidera diventare uno scrittore di professione. Inizia a collaborare a periodici culturali, tra cui Libro italiano (una rivista bibliografica). Pubblica i suoi primi racconti, in cui interpreta la vita quotidiana della sua terra. Insieme con Pannunzio conosce Leo Longanesi, che nella capitale ha appena fondato il settimanale Omnibus. Con Longanesi come maestro, Benedetti fa le sue prime esperienze da giornalista. Collabora come recensore letterario nella rubrica «Il Sofà delle Muse». Ha l'occasione di recensire le prime opere di scrittori come Tommaso Landolfi, Alessandro Bonsanti e Riccardo Bacchelli.
In breve tempo la passione giornalistica lo conquista e Benedetti decide di specializzarsi in questa professione. Nel 1938 si sposa nella chiesa di Fagnano, a Lucca, con Caterina Gigli, detta Rina, sua lontana parente (i due si conoscevano fin da bambini), originaria di Gazzano di Villa Minozzo, paese dell'Appennino reggiano. Nel 1939 Omnibus viene soppresso dal regime dopo soli due anni di vita. Benedetti segue Longanesi, chiamato a gestire un'altra testata, Tutto. Ma dopo tre numeri Longanesi viene nuovamente allontanato. Benedetti decide allora di accettare l'offerta di Angelo Rizzoli di andare a Milano, insieme con Mario Pannunzio, e creare un nuovo giornale. Il 3 giugno 1939 esce il primo numero del settimanale Oggi. La formula è la stessa di Omnibus: un settimanale di attualità che include recensioni culturali firmate da giovani intellettuali non allineati al regime (Montale, Bonsanti, Savinio, Landolfi). Anche Oggi ha vita breve: nel 1942 viene soppresso dal regime.
All'indomani dell'arresto di Mussolini che sancisce la fine del Ventennio, Benedetti scrive, assieme a Mario Pannunzio e Leo Longanesi, l'articolo di fondo del 26-27 luglio 1943 sul Messaggero in cui si celebra il ritorno alla libertà. Successivamente, preoccupato per la moglie in attesa del secondo figlio (che si chiamerà Alberto), si trasferisce con lei nella casa dei suoi genitori nell'Appennino reggiano. Qui apprende la notizia dell'avvenuto armistizio di Cassibile (8 settembre 1943). L'Italia viene occupata dall'esercito nazista. Nasce la Repubblica Sociale Italiana.
Alla vigilia di Natale, Benedetti viene arrestato durante un rastrellamento della Guardia Nazionale Repubblicana e rinchiuso nel carcere di San Tommaso a Reggio Emilia, accusato di favoreggiamento e detenzione di armi. Viene messo in cella con Alcide Cervi, padre dei sette fratelli partigiani, incontro che fu poi ricordato sia da Benedetti nel romanzo autobiografico Paura all'alba (1945), che da papà Cervi nel proprio libro I miei sette figli (1955).
La sera prima di comparire davanti al tribunale militare di Bologna, il carcere viene sventrato da un bombardamento aereo alleato (notte fra il 7 e l'8 gennaio 1944) che ha come obiettivo le Officine Reggiane ma che colpisce anche il "San Tommaso", nel cuore della città: per il crollo dei muri esterni, Cervi e Benedetti, come altri detenuti politici e comuni, si trovano praticamente in strada, e riguadagnano così la libertà. Benedetti, attraversando l'Appennino a piedi, giunge in provincia di Lucca. Qui, in un territorio che conosceva approfonditamente, prosegue la lotta partigiana fino alla Liberazione.

### Gli anni milanesi (1945-1964)
Dopo la Liberazione, scrive come critico teatrale per il Corriere Lombardo, quotidiano del pomeriggio. Nel 1945 fonda, con l'imprenditore Gianni Mazzocchi, un nuovo settimanale d'informazione, L'Europeo. Addirittura Mazzocchi gli fa trovare pronta la redazione composta da Emilio Radius, Raul Radice, Camilla Cederna e Tommaso Besozzi. Il successo della rivista arreca a Benedetti fama ed onori. Nel 1953 la testata è rilevata da Angelo Rizzoli. Nonostante Benedetti conoscesse già l'editore milanese durante gli anni di direzione di Oggi, inaspettatamente la collaborazione con la proprietà si rivela difficile, in particolare con il figlio di Rizzoli, Andrea, già entrato in azienda. In breve tempo si crea un clima da "muro contro muro" e dopo un anno, Benedetti si scontra con l'editore sullo scandalo del caso Montesi. Nel clima surriscaldato dalle notizie sui risvolti politici del caso, Benedetti rassegna le dimissioni «in seguito a dissensi di ordine politico ed editoriale» (8 maggio 1954).
Uscito da L'Europeo, Benedetti diventa inviato speciale della Stampa. Collabora al settimanale Cronache di Gualtiero Jacopetti. Nel 1955 è tra i fondatori, assieme a Mario Pannunzio, del Partito Radicale. Nello stesso anno imposta a Roma un nuovo settimanale d'attualità con i finanziamenti di Adriano Olivetti. Il 2 ottobre 1955 esce L'Espresso, che negli anni successivi diventa uno dei maggiori periodici italiani del dopoguerra. Sul settimanale, Benedetti tiene per sé la rubrica «Diario italiano», che conduce per oltre vent'anni, concludendola sul Mondo nel 1976. Nel 1962 abbandona il Partito Radicale insieme a Pannunzio; il 2 giugno 1963 lascia la direzione dell'Espresso a Eugenio Scalfari, continuando a mantenere il «Diario italiano».

### Dal 1967 alla morte
All'indomani della guerra dei sei giorni (5-10 giugno 1967) Benedetti esce dall'Espresso per contrasti con Scalfari; quest'ultimo ne avversa la linea favorevole allo Stato d'Israele. Dal 1967 al 1969 tiene su Panorama la rubrica "I Tempi". 
Benedetti decide di dedicarsi a tempo pieno alla letteratura e si ritira nella sua villa vicino a Lucca. 
Appena due anni dopo è chiamato alla direzione della nuova edizione milanese del Mondo, continuazione del settimanale fondato da Mario Pannunzio. Lascia la direzione nel 1972.
Per circa un anno, dal novembre 1975 fino alla precoce morte, è direttore del quotidiano romano, finanziato dal PCI, Paese Sera.
Nel corso della sua lunga carriera è stato maestro di molti giornalisti, tra cui Camilla Cederna, Ugo Stille, Giancarlo Fusco ed Alfredo Todisco.
Benedetti si è spento a Roma il 26 ottobre 1976, per complicazioni in seguito a un intervento ai reni, e fu sepolto a Gazzano di Villa Minozzo, dove già riposavano due figli: Giovanni, morto alla nascita nel 1947, e Alberto, perito tragicamente nel 1974, a 31 anni (su di lui aveva scritto il libro Cos'è un figlio, uscito postumo nel 1977); nel 2003 li raggiungerà anche Rina.
A Gazzano gli è stata intitolata una via, così come il centro culturale polivalente di Villa Minozzo.

## Premi e riconoscimenti nel dopoguerra
- Premio Prato (1964) per Il passo dei Longobardi;
- Premio Selezione Campiello per Il ballo angelico;[8]
- Premio Saint-Vincent per il giornalismo (1972).

## Opere
- Tempo di guerra (Roma, Il Selvaggio, 1933)
- La figlia del capitano (Firenze, Collana di Letteratura, 1938);
- I misteri della città (Firenze, 1941);
- Le donne fantastiche (Torino, 1942);
- Paura all'alba (romanzo autobiografico) (Roma, 1945);
- Una donna all'inferno (Milano, 1945);
- Il passo dei Longobardi (Milano, 1964);
- L'esplosione (Milano, 1966);
- Il ballo angelico (Milano, 1968);
- Gli occhi (Milano, 1970);
- Rosso al vento (Milano, 1974);
- Cos'è un figlio (Milano, 1977);
- Diario di campagna (Milano, 1979).